# Wahl zur London-Versammlung 2012

Zusammensetzung der London-Versammlung nach der Wahl:

Die Wahl der Londoner Versammlung 2012 war eine Wahl der Mitglieder der Londoner Versammlung, die am Donnerstag, dem 3. Mai 2012, dem gleichen Tag wie die Londoner Bürgermeisterwahl 2012, und die Kommunalwahlen 2012 in Großbritannien stattfand. Obwohl der Kandidat der Konservativen, Boris Johnson, die Bürgermeisterwahlen gewann, brachte die Wahl zur Versammlung das beste Ergebnis der Labour-Partei seit der Gründung der Londoner Versammlung, dieses wurde anschließend durch die Leistung der Partei bei den Wahlen 2016 noch übertroffen.

## Wahlsystem
Die Versammlung wird durch das System der zusätzlichen Mitglieder gewählt. Es gibt vierzehn direkt gewählte Wahlkreise, die bisher alle nur von der Konservativen Partei oder der Arbeitspartei gewonnen wurden. Weitere elf Mitglieder werden durch das Verhältniswahlrecht mit der Maßgabe zugeteilt, dass die Parteien mindestens fünf Prozent der Stimmen erhalten müssen, um sich für die Listenplätze zu qualifizieren.

## Wahl
Alle registrierten Wähler (britische, irische, Commonwealth- und EU-Bürger) mit Wohnsitz in London, die am Donnerstag, dem 3. Mai 2012, mindestens 18 Jahre alt waren, waren bei den Wahlen zur Vollversammlung stimmberechtigt. Diejenigen, die sich vorübergehend nicht in London aufhielten (z. B. beruflich unterwegs, im Urlaub, in einem Studentenwohnheim oder im Krankenhaus), waren ebenfalls berechtigt, an den Wahlen zur Vollversammlung teilzunehmen. Die Frist für die Anmeldung zur Wahl war am Mittwoch, 18. April 2012, um Mitternacht, obwohl jeder, der sich als anonymer Wähler qualifiziert hat, bis Donnerstag, 26. April 2012, um sich anzumelden, Zeit bis Mitternacht hatte.

## Wahlergebnis
|        | Labour                           | 933.438   | 42,3 %  | ▲14,3 % | 8  | ▲2  | 911.204   | 41,1 %  | ▲13,5 % | 4  | ▲2  | 12 | ▲4  | 48,0 %  |
|        | Conservatives                    | 722.280   | 32,7 %  | ▼1,6 %  | 6  | ▼2  | 708.528   | 32,0 %  | ▼2,6 %  | 3  | ▬   | 9  | ▼2  | 36,0 %  |
|        | Greens                           | 188.623   | 8,5 %   | ▲0,5 %  | 0  | ▬   | 189.215   | 8,5 %   | ▲0,1 %  | 2  | ▬   | 2  | ▬   | 8,0 %   |
|        | Liberal Democrats                | 193.842   | 8,8 %   | ▼4,9 %  | 0  | ▬   | 150.447   | 6,8 %   | ▼4,6 %  | 2  | ▼1  | 2  | ▼1  | 8,0 %   |
|        | Fresh Choice for London †        | 95.849    | 4,3 %   | ▲1,4 %  | 0  | ▬   | 100,040   | 4,5 %   | ▲2,6 %  | 0  | ▬   | 0  | ▬   | 0,0 %   |
|        | BNP                              | 30,744    | 1,4 %   | ▲0,6 %  | 0  | ▬   | 47.024    | 2,1 %   | ▼3,3 %  | 0  | ▼1  | 0  | ▼1  | 0,0 %   |
|        | CPA                              | –         | –       | –       | –  | –   | 38.758    | 1,8 %   | ▼1,1 %  | 0  | ▬   | 0  | ▬   | 0,0 %   |
|        | English Democrats                | 2.573     | 0,1 %   | ▼1,4 %  | 0  | ▬   | 22.025    | 1,0 %   | ▬       | 0  | ▬   | 0  | ▬   | 0,0 %   |
|        | TUSC                             | –         | –       | –       | –  | –   | 17.686    | 0,8 %   | Neu     | 0  | Neu | 0  | Neu | 0,0 %   |
|        | Ijaz Hayat                       | 4.842     | 0,2 %   | Neu     | 0  | Neu | 9.114     | 0,4 %   | Neu     | 0  | Neu | 0  | Neu | 0,0 %   |
|        | The House Party                  | –         | –       | –       | –  | –   | 8.126     | 0,4 %   | Neu     | 0  | Neu | 0  | Neu | 0,0 %   |
|        | National Front                   | 5.787     | 0,3 %   | ▼1,1 %  | 0  | ▬   | 8.006     | 0,4 %   | Neu     | 0  | Neu | 0  | ▬   | 0,0 %   |
|        | Rathy Alagaratnam                | –         | –       | –       | –  | –   | 4.835     | 0,2 %   | ▲0,1 %  | 0  | ▬   | 0  | ▬   | 0,0 %   |
|        | Residents’ Association of London | 8.239     | 0,4 %   | Neu     | 0  | Neu | –         | –       | –       | –  | –   | 0  | Neu | 0,0 %   |
|        | Lewisham People Before Profit    | 6.873     | 0,3 %   | Neu     | 0  | Neu | –         | –       | –       | –  | –   | 0  | Neu | 0,0 %   |
|        | Communities United               | 6.774     | 0,3 %   | Neu     | 0  | Neu | –         | –       | –       | –  | –   | 0  | Neu | 0,0 %   |
|        | Socialist (GB)                   | 4.281     | 0,2 %   | ▲0,1 %  | 0  | ▬   | –         | –       | –       | –  | –   | 0  | ▬   | 0,0 %   |
|        | Thamilini Kulendran              | 2.424     | 0,1 %   | Neu     | 0  | Neu | –         | –       | –       | –  | –   | 0  | Neu | 0,0 %   |
|        | Communist League                 | 1.108     | 0,1 %   | ▲0,1 %  | 0  | ▬   | –         | –       | –       | –  | –   | 0  | ▬   | 0,0 %   |
| Gesamt | Gesamt                           | 2.207.677 | 100,0 % |         | 14 |     | 2.215.008 | 100,0 % |         | 11 |     | 25 |     | 100,0 % |